# Коукал білокрилий
Коука́л білокрилий (Centropus goliath) — вид зозулеподібних птахів родини зозулевих (Cuculidae). Ендемік Індонезії.

## Опис
Довжина птаха становить 62-72 см. Забарвлення переважно синювато-чорне, блискуче, на крилах великі білі плями. Очі темно=карі, дзьоб ілапи чорні. Молоді птахи мають переважно каштанове забарвлення, голова і нижня частина тіла у них поцятковані білими смужками.

## Поширення і екологія
Білокрилі коукали мешкають на північних Молуккських островах, зокрема на островах Моротай, Хальмахера, Тідоре, Бачан і Обі. Вони живуть у вологих і сухих рівнинних тропічних лісах, зустрічаються на висоті до 250 м над рівнем моря.